# Conferencia internacional sobre Afganistán, Bonn (2011)
El 5 de diciembre de 2011, se celebró la Conferencia internacional sobre Afganistán en el Hotel Petersberg en Bonn, Alemania. La conferencia fue organizada por Alemania y presidida por Afganistán.
En la Cumbre de Lisboa de 2010 en noviembre de 2010, el presidente de Afganistán Hamid Karzai le había pedido a la canciller Federal Angela Merkel que organizara una conferencia de seguimiento diez años después de la  Conferencia de Bonn 2001. Para preparar la segunda Conferencia de Bonn, el Gobierno afgano trabajó en colaboración con el International Contact Group on Afghanistan (Grupo de Contacto Internacional sobre Afganistán), que consiste en los Representantes Especiales en Afganistán de 50 estados. El Grupo de Contacto estaba encabezado por el representante Especial alemán Michael Steiner, y el diplomático alemán Holger Ziegeler fue nombrado coordinador de la conferencia.
La conferencia, a la que asistieron 85 estados, 15 organizaciones internacionales y las Naciones Unidas, se centró en tres cuestiones principales relacionadas con la conclusión de la  Guerra en Afganistán y la transición de la responsabilidad de seguridad al Gobierno afgano, programado para 2014, estos fueron: aspectos civiles del proceso de transición, el papel de la comunidad internacional en Afganistán después del traspaso y la estabilización política a largo plazo del país. La conferencia concluyó con una declaración afirmando el continuo apoyo internacional a Afganistán durante la siguiente década. El progreso fue obstaculizado por el boicot de Pakistán a la conferencia tras el ataque de la OTAN en 2011 en Pakistán.

## Participantes
Delegaciones de 85 estados, 15 organizaciones internacionales y las Naciones Unidas asistieron a la conferencia.
Pakistán se retiró de la participación en la Conferencia de Bonn debido a los ataque aéreo de la OTAN en su territorio el 26 de noviembre de 2011 que resultó en la muerte de 26 soldados pakistaníes. Antes de la conferencia, Afganistán había dicho que el propósito de la conferencia se vería obstaculizado si Pakistán no asistía a la conferencia y alentó a Estados Unidos a hacer todo lo posible para asegurar la participación de Pakistán.
En junio de 2011 se especuló que la conferencia podría marcar el inicio formal del proceso de paz afgano y que se podría invitar a representantes de los talibánes a asistir a la conferencia.
Sin embargo, los talibanes dijeron que no estarían representados en la próxima Conferencia de Bonn; El líder talibán Mullah Mohammad Omar dijo en un mensaje de Eid que la conferencia era simbólica y que los talibanes no participarían en ella. Finalmente, la invitación especulada no se extendió.

## Resolución
En la  66.ª Asamblea General de la ONU, la declaración del presidente Hamid Karzai del Ministro de Relaciones Exteriores Dr. Zalmai Rassoul dijo que la conferencia también sería una oportunidad para que Afganistán "comparta nuestra visión para los próximos diez años: la visión de desarrollar Afganistán en un país estable, una democracia que funcione y una economía próspera ".
The conference focused on three main áreas:
- Aspectos civiles del proceso de transición, la transferencia de la responsabilidad de la seguridad al Gobierno afgano para 2014
- Compromiso a largo plazo de la comunidad internacional y un mayor compromiso internacional con Afganistán después de la entrega
- Proceso político que debería conducir a una estabilización a largo plazo del país, es decir, la reconciliación nacional y la integración de los excombatientes talibanes.

Según Miriam Safi, del Centro de Estudios de Conflicto y Paz con sede en Kabul, el objetivo de Afganistán para la conferencia era garantizar el apoyo de los donantes para Afganistán más allá de 2014. Afganistán originalmente tenía la intención de que la conferencia sirviera como escaparate de los esfuerzos diplomáticos para lograr la reconciliación con los talibanes, pero las negociaciones se interrumpieron antes de la conferencia y no había ningún delegado talibán presente. La retirada de Pakistán de la conferencia también obstaculizó la discusión sobre el tema talibán, ya que el apoyo de Pakistán se considera vital para cualquier acuerdo con este grupo.
Hamid Karzai comenzó la conferencia con un discurso de apertura en el que destacó la necesidad de cooperación regional, ayuda internacional y entrenamiento militar. Después de esto, la discusión se concentró en el tema de la ayuda internacional, con Afganistán indicando que requeriría 10 mil millones de dólares norteamericanos por año durante los próximos diez años, para mantener los esfuerzos de seguridad y reconstrucción.  La Secretaria de Estado de Estados Unidos Hillary Clinton prometió el continuo apoyo de Estados Unidos, pero citó las dificultades económicas en el país como un posible factor limitante e instó a Afganistán a reducir la corrupción para evitar repeler a los posibles donantes de ayuda extranjera. Karzai prometió luchar contra la corrupción reformando las instituciones afganas y el proceso electoral y extendiendo el estado de derecho.
La conferencia terminó lanzando un conjunto de conclusiones afirmando el compromiso de la comunidad internacional de continuar apoyando a Afganistán después de 2014. Las reacciones al documento fueron mixtas, y algunos ridiculizaron su naturaleza demasiado vaga, aunque la conferencia fue aclamada por el "Teherán Times" como "una muy buena oportunidad para ayudar a crear un futuro más brillante para Afganistán".